# Ото фон Лонсдорф
Ото фон Лонсдорф (на немски: Otto von Lonsdorf/Otto von Lonstorf; * ок. 1200; † 9 април или 10 април 1265, Пасау) е епископ на Пасау (1254 – 1265).

## Живот
Ото е син на Хайнрих фон Лонсдорф, министриал и трухзес в Пасау (споменат между 1188 и 1223), и вероятно учи в катедралното училище в Пасау. През 1240 г. той е каплан в свитата на епископа на Пасау Рюдигер фон Бергхайм. Същата година вероятно е свещеник в Линц. През 1242 г. той е приет в катедралния капител на Пасау. През 1246 г. е архидякон. Той е избран за епископ на Пасау на 10 февруари 1254 г. и е помазан на 26 юли 1254 г. в Мюлдорф.
Ото фон Лонсдорф започва да пише книгата „Codex Lonsdorfianus/Codex Lonstorfianus“ с копия на документи от 504 до 1455 г. на църквата в Пасау. Пълното име на неговия кодекс е „Codex traditionum ecclesice Pataviensis olim Laureacensis tertius ab episcopo Ottone de Lonsdorf concinnatus“ и се пази в „Баварския главен държавен архив“ в Мюнхен с титлата „HL Passau 3“.